# Benzú (playa)
La playa Benzú está situada en el municipio de Ceuta, en la ciudad autónoma de Ceuta, España.
Se halla junto al poblado de Benzú. La rodean verdes montañas jaspeadas que finalizan abruptamente. Es la última playa por la bahía del norte antes de la frontera con Marruecos. Desde ella en los despejados días de poniente se ve con claridad la península ibérica.